# Crivelle
Crivelle ("Crivele" in piemontese) è una frazione di Buttigliera d'Asti, nella provincia di Asti, in Piemonte. 
È nota per la gallina bionda di Crivelle, un animale tipico della zona.

## Storia
Crivelle prende il nome dalla famiglia dei Crivelli, proprietari terrieri nel XVI-XVII secolo.

## Monumenti e luoghi d'interesse
- Chiesa parrocchiale di San Vito, San Modesto e Santa Crescenzia. Fu edificata negli anni 1913-14 su disegno dell'ingegnere torinese Conte Antonio Vandone di Cortemilia.

Essa sorge sui ruderi di una chiesetta precedente, similmente dedicata agli stessi Martiri, verso il 1700.
La chiesa è in stile liberty con rimandi all'architettura sacra inglese, ad una sola navata: internamente misura metri 25.50 di lunghezza, 10 di larghezza, 8.30
di altezza. Costò allora, in tutto, 40.000 lire.
Ne fu promotore il teologo don Luigi Solaro di Buttigliera, allora cappellano. Delegato arcivescovile, benedisse e pose la prima pietra il teologo Luigi Perotti, prevosto
di Buttigliera, il 31 agosto 1913.
Inaugurò e benedisse la nuova chiesa monsignor Angelo Bartolomasi, Vescovo ausiliare di Torino, il 14 settembre 1914. Nel 2012 sono stati avviati i lavori di restauro della Chiesa.
- Altre chiese sono:
  - cappella di Celle, dedicata alla Madonna Assunta, unico edificio rimasto di un insediamento medievale
  - cappella di San Bartolomeo, dedicata allo stesso santo
- La croce del gallo

## Associazioni locali
- Pro Loco di Crivelle
- Associazione Amici di Crivelle
- Club di aeromodellismo "La Cloche"

## Sottoborgate
- Fabbri
- Meliga
- San Bartolomeo
- Croce Grande
- Pasti
- Bertetti
- Grangia